# Sousoší Kalvarie (Kunvald)
Pozdně barokní pískovcové sousoší Kalvárie pocházející z regionální dílny žambereckého řezbáře, sochaře a kameníka Alexia Cyriaka se nalézá od roku 1771 na prostranství u zdi před vstupem do areálu kostela svatého Jiří v městyse Kunvald v okrese Ústí nad Orlicí. Sousoší je od roku 1958 chráněno jako nemovitá kulturní památka ČR.

## Popis
Na pískovcovém hranolovém, nahoře profilovaním okoseném podstavci stojí pilíř ozdobený po stranách volutami a zakončený nahoře volutovou římsou s hranolovým nástavcem, který je nahoře zakončený obloukovitě vzhůru vzepjatou profilovanou římsou. Čelní stranu pilíře zdobí reliéfní rámec s rohy ozdobenými ornamenty, ve kterém je vytesán latinský nápis: „ECCE REX NOSTER / ET / SALVATOR MVNDI /“. Nad nápisem je na kovovém trnu upevněna novější litinová lucerna. Na zadní hladké stěně pilíře se nalézá dedikační nápis: „NÁKLADEM GANA BVCHTELA A.1771 / OBNOVENO ROKU 1857“.
Na hranolovém nástavci stojí jednoduchý kříž ozdobený na patce lebkou a zkříženými hnáty. Kristus má přes boky vlající roušku a trnovou korunu na hlavě. Nad hlavou Krista je na kříži nápis INRI.
Po stranách kříže stojí na menších podstavcích vlevo Panna Marie oděná v dlouhém zvlněném rouchu, se sepjatýma rukama. Vpravo stojí Jan Evangelista oděný v dlouhém plášti přehozeném přes pravé rameno a levou rukou položenou na prsou.